# Phaonia planipalpis
Phaonia planipalpis är en tvåvingeart som först beskrevs av Stein 1906.  Phaonia planipalpis ingår i släktet Phaonia och familjen husflugor. Inga underarter finns listade i Catalogue of Life.